# Yannick Monget
Œuvres principales
- Hopes (2021)
- Résilience (2013)
- Terres d'avenir  (2009)
- Gaïa (2012)
- Demain la Terre (2006)

Yannick Monget, né le 14 novembre 1979, à Metz, est un prospectiviste environnemental, essayiste, romancier, auteur d'ouvrages photo-documentaires et artiste contemporain. Il est le fondateur du groupe Symbiom.

## Biographie[1]

### Premiers pas dans les sciences de la vie
Yannick Monget entame, après un bac scientifique et une classe préparatoire, des études en Sciences de la Terre et de l’Univers (DSTU) à l’université Henri-Poincaré de Nancy. Il se tourne rapidement vers la paléontologie. C’est en étudiant certaines crises ayant jalonné l’histoire de la vie terrestre qu’il en vient à s’intéresser à la crise écologique contemporaine, au début des années 2000 et s'engage dans cette cause sous l'influence de son ami le botaniste Jean-Marie Pelt à Metz, sur le site de l'Institut Européen d'Ecologie où il fonde le groupe Symbiom en 2004.

## L'Art au service de la science
Persuadé qu'aucun changement profond ne se fait sans passer par l'imaginaire, les émotions et le rêve, Yannick Monget mobilise l'Art au travers de textes, d'images et d'animations, pour toucher, informer, éduquer et induire des changements de perception et de comportement au sein des populations. 

### "Résilience" et la question du nucléaire, de la dérive de l'IA  et des menaces de nouvelles pandémies
C'est au travers de son roman Résilience (2016) que le prospectiviste dénonce les risques que pose à ses yeux le nucléaire civil et militaire. Il y raconte l'histoire d'une Terre d'abord menacée puis irradiée, après une catastrophe radiologique consécutive à une cyber-attaque mondiale sur des installations nucléaires civiles par un malware doué d'une intelligence artificielle.
Soutien de l'ICAN, il dénonce dès 2009 le risque de voir un accident toucher un pays industrialisé comme la France ou le Japon et avait anticipé l'accident de Fukushima qui surviendra 3 ans plus tard, dénonçant les faiblesses des installations et les risques multiples les entourant. Le Premier Ministre japonais de l'époque Naoto Kan, participera à son livre Hopes en 2021 dans lequel il se confiera sur la gravité extrême de la catastrophe d'alors et l'hésitation qu'il avait eu à faire évacuer alors la totalité des trois préfectures entourant Tokyo, si la situation était devenue hors de contrôle, ce qui aurait alors signé selon ses dires, la fin du Japon en tant qu'Etat.
Dans Résilience, puis Hopes il mettait également en garde contre le risque de voir un conflit armé affecter un jour des installations nucléaires civiles, risque qui se concrétisa en 2022 avec la guerre opposant la Russie à l'Ukraine sur les sites de Tchernobyl et Zaporijia.
Dès 2009, dans Terres d'Avenir, il alertait notamment sur le risque que présentaient certains virus (parmi lesquels les coronavirus qu'il cite) bien avant la crise covid-19 de 2020, décrivant comment l'humanité serait probablement amenée à faire face à ce genre de catastrophe, notamment par les mises en quarantaines des populations et le développement du télétravail.

### Des peintures numériques pour anticiper, imaginer, et construire l'avenir
C'est au travers de peintures numériques que Yannick Monget invite au rêve et à la réflexion sur les grands enjeux environnementaux actuels et à venir. Demain la terre (2006) puis Terres d'avenir (2009) font voyager les lecteurs dans le temps et dans l'espace en imageant des avenirs possibles pour le monde, et l'humanité. Il puise notamment ses sources des études du GIEC .
Ses travaux visuels ont été repris par divers médias à travers le monde, tels que National Geographic, Science et Vie, Geo.
Il est notamment l'auteur du livre "Hopes" (Espoirs), un projet d’envergure internationale[réf. nécessaire], , qui reçut le patronage de la commission nationale de l'UNESCO[réf. nécessaire].

### Expositions en France et à l'International
Yannick Monget expose en France et à l'International. Ses œuvres furent notamment exposées par la Mairie de Paris, Rue de Rivoli en 2015, dans le cadre de la COP21,, ou encore par l'organisation du G7 de l'environnement de 2019,,.

### Autres engagements
Yannick Monget est également ambassadeur , du projet de "Déclaration universelle des droits et devoirs de l'humanité" initié par le France en marge de la COP21 en 2015, visant à associer à la notion de droits de la Déclaration Universelle des Droits de l'homme, la notion de devoirs notamment vis à vis des générations futures.

## Œuvres

### Romans
- Gaïa, France Europe, 2006, 316 p.  (ISBN 2-84825-141-7)Réédition, Bragelonne, 2012, 452 p. (ISBN 978-2-35294-597-0)
- Résilience, Symbiome arts, 2013, 546 p.  (ISBN 978-2-9544165-2-6)Réédition, La Martinière, 2016, 661 p. (ISBN 978-2-7324-7781-7)

### Essais
- Demain, la terre, La Martinière, 2006, 190 p.  (ISBN 2-7324-3510-4)
- Terres d'avenir, La Martinière, 2009, 159 p.  (ISBN 978-2-7324-3750-7)
- Hopes, Symbiom Editions, 2021, 448 p.  (ISBN 979-10-93562-00-1)